# ウィリアムズ・FW35
ウィリアムズ・FW35 (Williams FW35) は、ウィリアムズが2013年のF1世界選手権参戦用に開発したフォーミュラ1カー。

## 概要
FW35は2013年最初のヘレステストには登場せず、バルセロナで行われた2回目のテストで発表された。前年に1勝したFW34の進化形となるが、ギアボックス、リアサスペンション、ラジエーター、アンダーフロア、排気系統など、全体の80%が新しくなっている。ノーズには前後の段差を隠す化粧板（バニティパネル）を装着した。

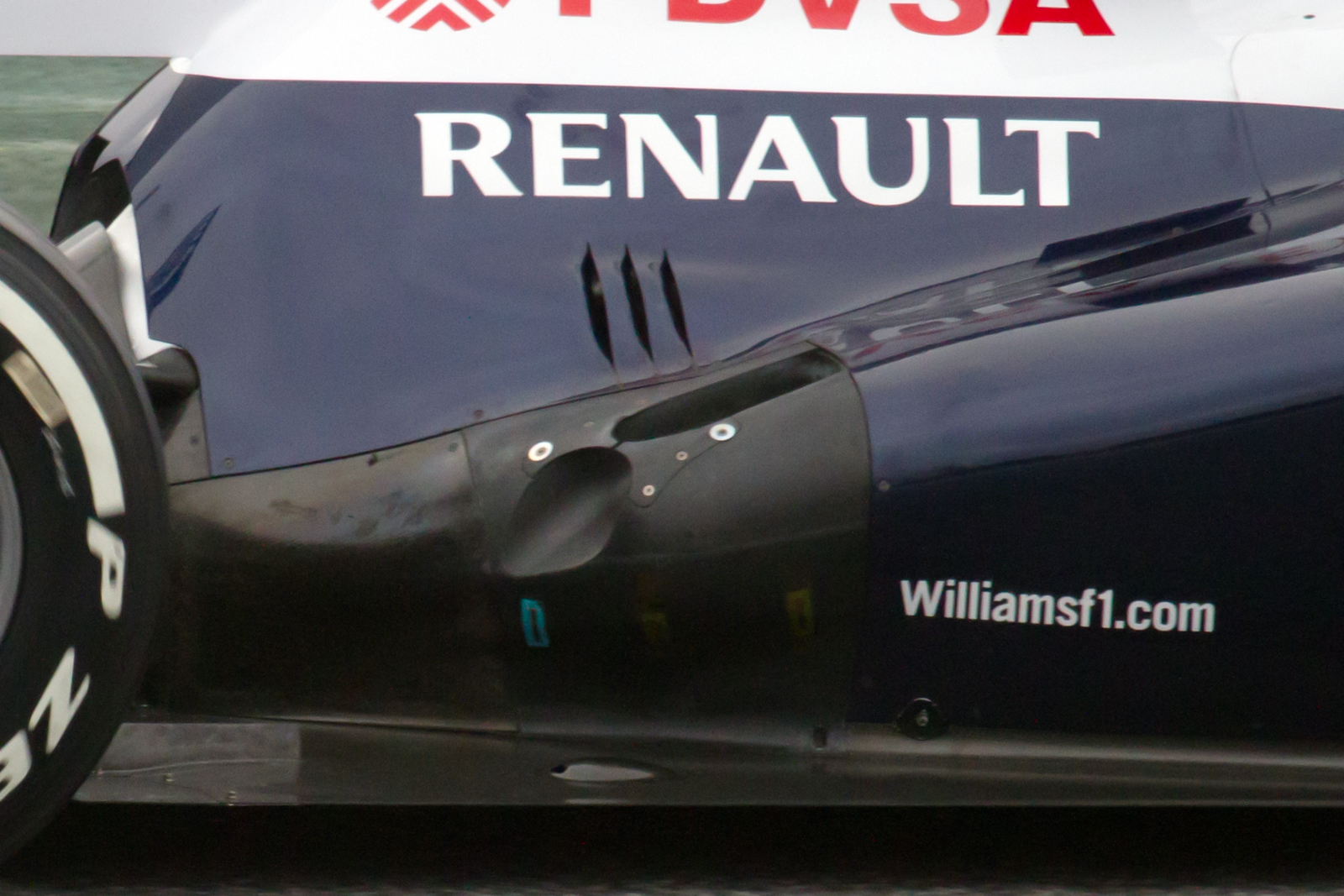
FW35の排気口カバー（バルセロナテスト時）

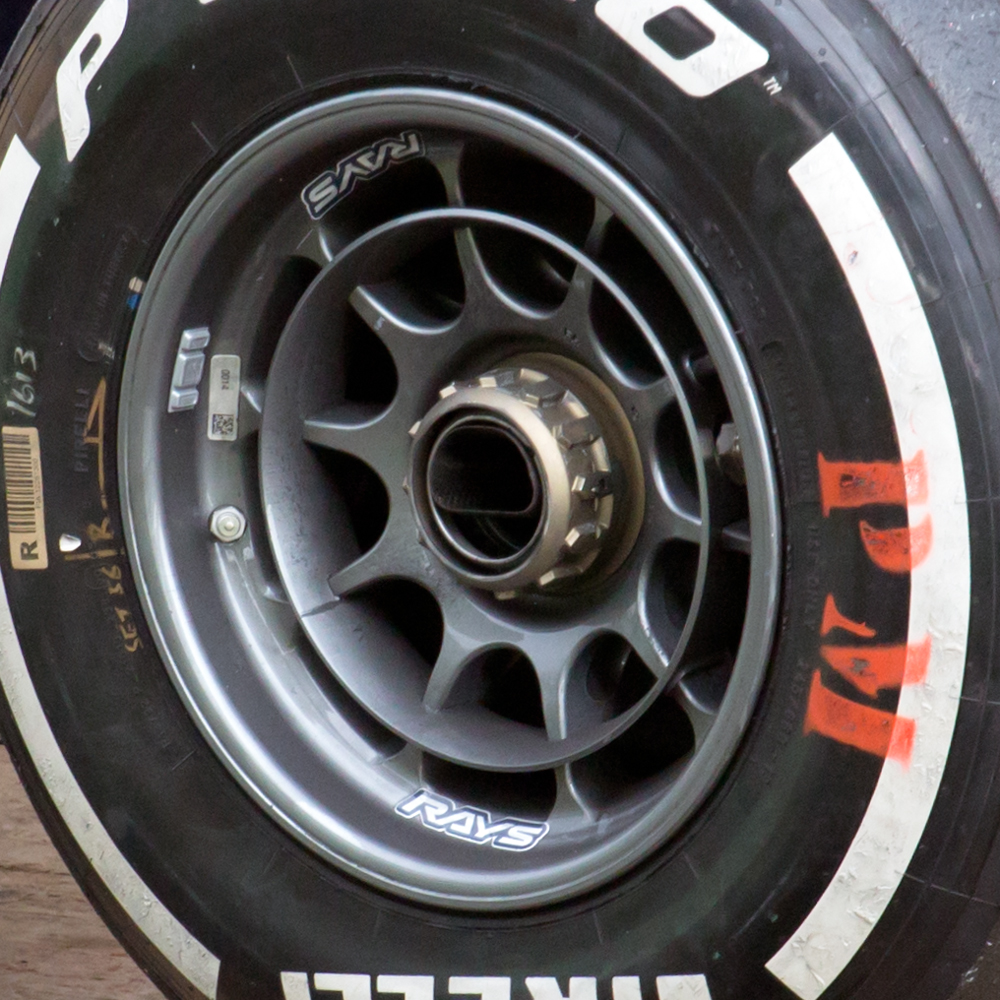
FW35のフロントホイール

テストでは排気口の溝に取り付けた巧妙なカバーが物議を醸した。テクニカルディレクターのマイク・コフランは合法との自信を示し、メルセデスチーム代表のロス・ブラウンも「規則を一言一句注意深く読めば、ウィリアムズはセーフだ」と分析したが、国際自動車連盟 (FIA) の見解を受けて撤去することになった。その後レッドブル型のエキゾーストも用意したが、開幕戦オーストラリアGPで2種類を比較してから旧タイプに戻すなど、試行錯誤を続けた。
一方、ブレーキからタイヤ外側へと空気を吹き出すホイールハブについては合法と認められた。2012年にはレッドブルが同種のアイデアを導入したが、輪軸と共に空気穴が回転するため、可動空力部品として使用を禁止された。ウィリアムズは輪軸を中空構造としており、穴自体は固定されているためレギュレーションに抵触しない。
この年は優勝した前年から一転・不振だった2年前に戻ったような成績に苦しむ事となった。サイドポンツーン下部のトンネルや前述のコアンダエキゾースト周りの開発がうまくいかずコーナリング中の挙動が不安定であった為、それらはシーズン後半には塞がれた状態で出走していた。
第10戦ハンガリーGP直前に、マルシャを離脱した元ベネトン/ルノーのパット・シモンズがチーフテクニカルオフィサーとして就任。そのハンガリーでマルドナドが10位に入りようやく初ポイントを獲得。第18戦アメリカGPではボッタスが8位・初入賞した。

## スペック
ソース

### シャシー
- シャシー構造 カーボン・エポキシおよびハニカム・コンポジットで成型されたモノコック構造（FIAの衝撃・強度基準に合格）
- フロントサスペンション ダブルウィッシュボーン プッシュロッドによるスプリング アンチロールバー
- リアサスペンション 	ダブルウィッシュボーン プルロッドによるスプリング アンチロールバー
- ダンパー ウィリアムズF1
- ギアボックス ウィリアムズF1 7速シームレス・シーケンシャル・セミオートマチックシフト リバース付 電子油圧制御によるギア選択
- クラッチ カーボン製マルチプレート
- ホイール レイズ 鍛造マグネシウム
- タイヤ  ピレリ フロント245/660-13、リア325/660-13
- ブレーキシステム APレーシング 6ピストンキャリパー（4輪） カーボン製ディスクおよびパッド
- ステアリング ウィリアムズF1 パワーアシスト付ラック・アンド・ピニオン
- 燃料タンク ALT ケブラー強化ゴム製
- 電子システム FIA標準電子制御ユニット
- 冷却システム アルミニウム製 オイル・冷却水・KERS・ギアボックスラジエター
- コックピット 75 mm ショルダーストラップ付6点式安全ハーネス HANSシステム 取り外し可能なカーボンファイバー製シート

### エンジン
- エンジン ルノー RS27-2013
- 構造 V型8気筒
- 排気量 2,400 cc
- バンク角 90°
- バルブ駆動 ニューマチック
- エンジンブロックおよびピストン アルミニウム合金
- クランクシャフト 窒化合金鋼 タングステン製バランスウエイト
- コネティングロッド チタン合金
- スロットル 8連バタフライ式
- 燃料および潤滑油 トタル
- 回転数 18,000 rpm

### サイズ
- 全長 5,000 mm
- 全高 950 mm
- 全幅 1,800 mm
- ホイールベース FIA基準の最大値
- 重量 FIA基準の最小値

## 記録
| 年   | No. | ドライバー | 1   | 2   | 3   | 4   | 5   | 6   | 7   | 8   | 9   | 10  | 11  | 12  | 13  | 14  | 15  | 16  | 17  | 18  | 19  | ポイント | ランキング |
| 年   | No. | ドライバー | AUS | MAL | CHN | BHR | ESP | MON | CAN | GBR | GER | HUN | BEL | ITA | SIN | KOR | JPN | IND | ABU | USA | BRA | ポイント | ランキング |
| ---- | --- | ---------- | --- | --- | --- | --- | --- | --- | --- | --- | --- | --- | --- | --- | --- | --- | --- | --- | --- | --- | --- | -------- | ---------- |
| 2013 | 16  | マルドナド | Ret | Ret | 14  | 11  | 14  | Ret | 16  | 11  | 15  | 10  | 17  | 14  | 11  | 13  | 16  | 12  | 11  | 17  | 16  | 5        | 9位        |
| 2013 | 17  | ボッタス   | 14  | 11  | 13  | 14  | 16  | 12  | 14  | 12  | 16  | Ret | 15  | 15  | 13  | 12  | 17  | 16  | 15  | 8   | Ret | 5        | 9位        |

- 太字はポールポジション、斜字はファステストラップ。(key)